# Shin Yutaro
Yutaro Shin (sinh ngày 11 tháng 3 năm 1990) là một cầu thủ bóng đá người Nhật Bản.

## Sự nghiệp câu lạc bộ
Yutaro Shin đã từng chơi cho Fukushima United FC và Azul Claro Numazu.